# 青海苔

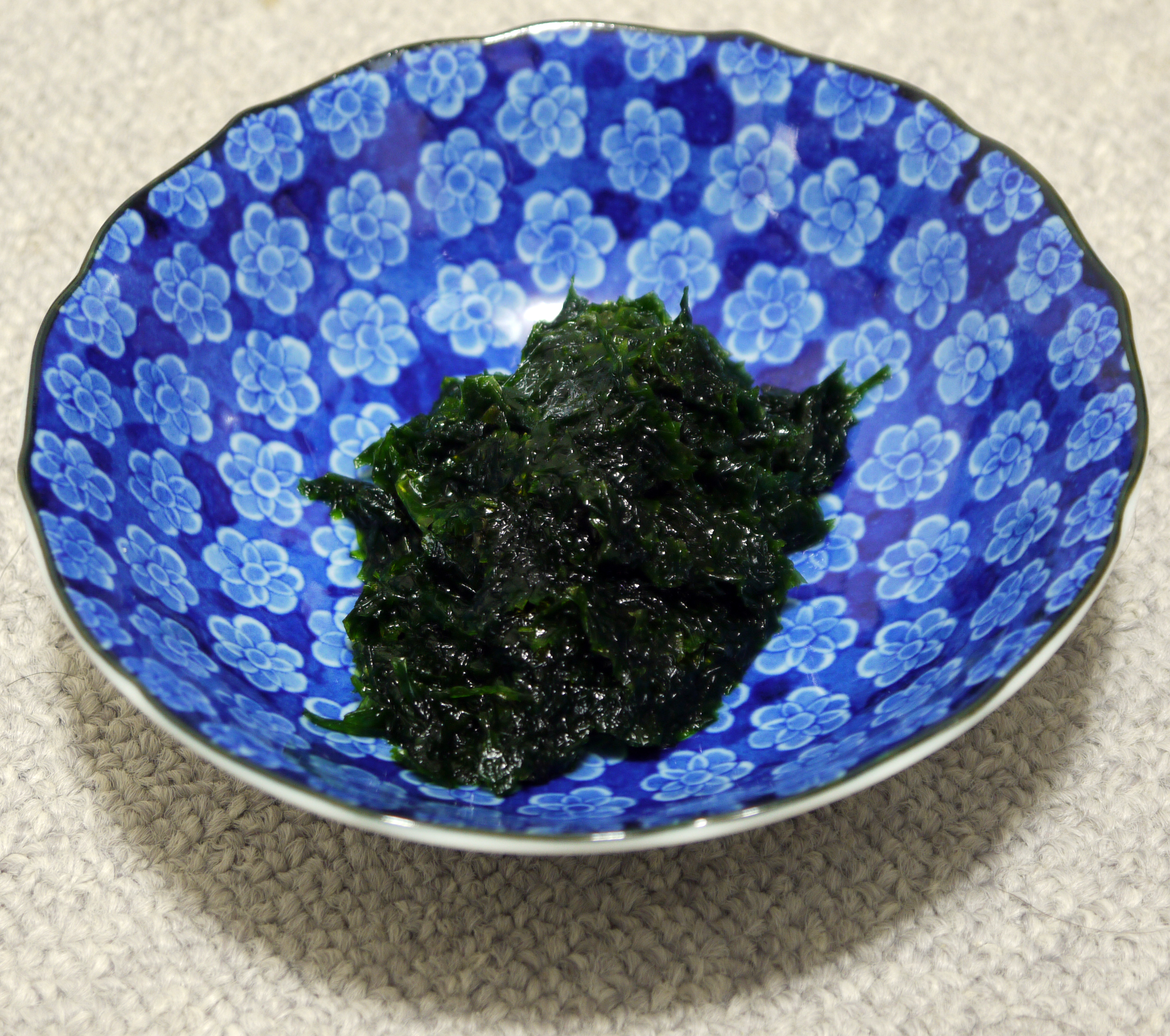
生青海苔（濱名湖産）

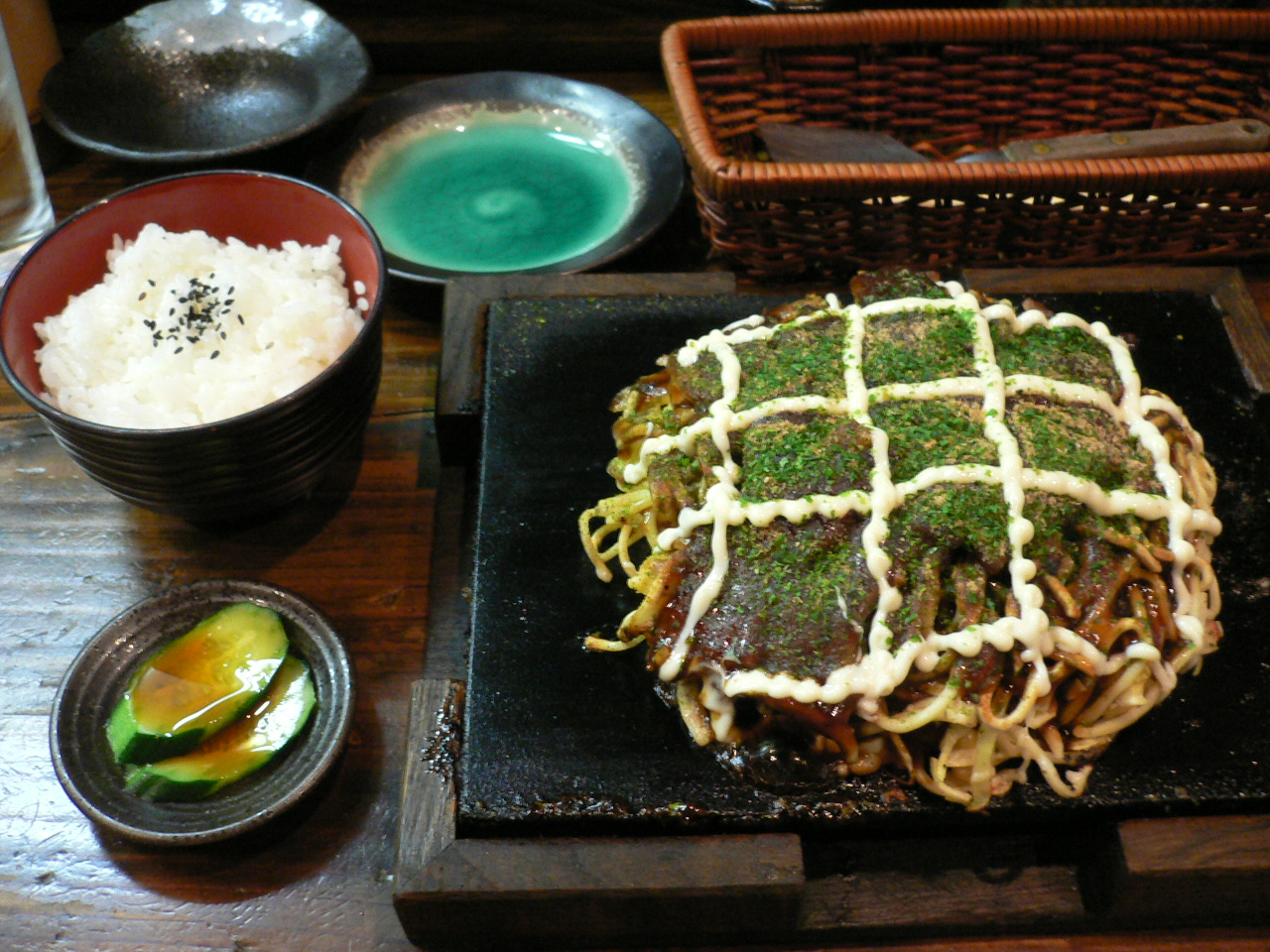
御好燒定食（モダン焼き定食）

青海苔(aonori)是日本常用的一種綠色的海藻。常見的是干粉狀。青海苔是綠藻植物門石蓴科的海藻滸苔（Enteromorpha prolifera）的日本名，故正式的青海苔應使用滸苔生產，但因為產量有限，現在也使用石蓴科海藻孔石蓴(Ulva pertusa)。這些海藻在日本的伊勢灣等沿海也有人工養殖。青海苔清洗后熱風干燥，切成2～3毫米的碎片，包裝。除了這種干粉狀的產品之外，只有水洗和干燥的滸苔也有售，也稱為青海苔。這種原型的青海苔用于煮湯、佃煮、天婦羅等。未干燥的滸苔也用于生產紫菜，改風味。
青海苔具有獨特的香味和綠色，給食品增添顏色，令人增加食欲，同時含有的鈣質、鎂質、鋰等灰分、維生素、蛋氨酸等氨基酸豐富，也有營養價值。

## 用途
使用青海苔乾粉的食品。
- 日式炒麵
- 日式炒烏冬麵
- 章魚丸
- 御好燒
- 味噌湯
- 磯辺揚(天婦羅的一種)
- 糯米做的糕點、餅乾類
- 七味辣椒粉